# Коммунистическая партия Республики Татарстан
Коммунистическая партия Республики Татарстан (КПРТ) (тат. Татарстан Республикасы коммунистлар партиясе) — коммунистическая партия, действовавшая в Татарстане в 1991—2002 гг. В 2002 году вошла в состав КПРФ в качестве регионального отделения. Создание КП Татарстана отдельно от Российской компартии было обусловлено, по-видимому, принятием в 1990 году декларации о суверенитете Татарской ССР и готовившимся выходом Татарстана из состава России.

## История

### Организация коммунистов Республики Татарстан
20 ноября 1991 года в городе Казани состоялось первое собрание оргкомитета инициативной группы по воссозданию коммунистической организации Республики Татарстан.
Компартия Татарстана была образована 14-15 декабря 1991 года в Казани на учредительной конференции под названием «Организация коммунистов Республики Татарстан» (ОКРТ). Основу организации составили рядовые коммунисты КПСС, не смирившиеся в запретом партии, реставрацией капитализма и развалом СССР. Многие первичные организации ОКРТ были созданы на базе первичек КПСС. 14 февраля 1992 года ОКРТ была зарегистрирована в Министерстве юстиции Татарстана.
17 июня 1992 года в Казани состоялся второй этап инициативной конференции ОКРТ, на которой был избран республиканский комитет (реском) ОКРТ в составе 19 человек.
Организация с первого дня своего существования начала агитационно-массовую работу среди населения, разоблачала антинародные реформы, предупреждала о грозящей нищете, безработице, бесправии трудящихся. Жизнь подтверждала правоту коммунистов. Слова правды начинали находить широкий отклик в массах трудящихся. Резко увеличился приток в ряды ОКРТ, правда, в первые годы её существования в основном за счёт пожилых людей, за счёт ветеранов войны и труда.

### Преобразование ОКРТ в партию
Существенный численный рост, идейно-политическое и организационное укрепление ОКРТ, рост её влияния и авторитета в массах поставили вопрос о её преобразовании в партию. III конференция ОКРТ, состоявшаяся 20 ноября 1993 года в Набережных Челнах, приняла решение о преобразовании Организации в Коммунистическую партию Республики Татарстан (КПРТ).
I съезд КПРТ состоялся 24-25 июня 1994 года в г. Казани. На съезде были принята Программа КПРТ. В этом документе были определены политические цели КПРТ в современных условиях, дан анализ опыта и уроков КПСС, а также современного политического положения в стране, уточнена расстановка политических сил, определены программа-минимум, программа-максимум и тактика партии в современных ей условиях.

### Раскол в КПРТ
Поскольку КП Татарии была фактически единственной левой партией в республике, она объединяла в себе людей различных взглядов, как подлинно марксистских, коммунистических, так и оппортунистических и реформистских. Поэтому неудивительно, что через некоторое время после образования КПРТ, в ней должно было произойти размежевание между оппортунистическими и большевистскими силами. Это размежевание произошло после III съезда партии.
III съезд КПРТ состоялся 15-16 февраля 1997 года. Съезд одобрил курс на постепенное сближение с КПРФ вплоть до вхождения «в состав КПРФ со своим Уставом и своей Программой». Решение было принято с трудом и с небольшим перевесом голосов. Часть членов партии, выступившая против объединения с КПРФ, приняла решение создать отдельную партию. Так появилась Коммунистическая партия (большевиков) Республики Татарстан.

### Объединение с КПРФ
В связи с расколом в партии и решением войти в КПРФ, 21 февраля 1998 года на V съезде КПРТ был принят новый Устав партии, который 25 марта 1998 года был зарегистрирован Государственной регистрационной палатой при Министерстве юстиции Татарстана. 25 марта 1999 года КПРТ была перерегистрирована как Республиканская политическая общественная организация «Коммунистическая партия Республики Татарстан» (РПОО «КПРТ»), а 1 апреля 2002 года — как Татарстанское региональное отделение политической партии «Коммунистическая партия Российской Федерации» (ТРО «КПРФ»).
В соответствии с Федеральным законом «О политических партиях» и в результате преобразования РПОО «КПРТ» в региональное отделение КПРФ, устав РПОО «КПРТ» утратил свою силу и официальным документом стал Устав КПРФ, принятый VIII съездом КПРФ 19 января 2002 года.
Таким образом, процесс вхождения КПРТ в КПРФ занял более 5 лет. По времени он совпал с процессом десуверенизации Татарстана. Столь длительное время, понадобившееся на объединение, объяснялось тем, что даже после раскола в КПРТ была велика доля коммунистов «национальной направленности»: часть активных членов КПРТ поддерживала суверенитет Татарстана и, как следствие, суверенитет своей организации относительно московского руководства.

## Цели и задачи партии
Уставными целями КПРТ были:
- формирование бесклассового общества, обеспечивающего высокое благосостояние и свободное развитие каждого человека на основе высокопроизводительного труда;
- ликвидация эксплуатации человека человеком;
- преодоление социального и национального неравенства;
- укрепление дружбы народов;
- сохранение целостности Отечества.

Одним из важнейших направлений работы КПРТ считала возрождение Советской власти как власти трудящихся, участие в предвыборной борьбе, формирование представительных органов государства всех уровней и активную работу в них.

## Структура
Высшим органом КПРТ являлся съезд, созывавшийся не реже одного раза в три года, который избирал постоянно действующий орган — Республиканский комитет во главе с первым секретарём и формировал контрольно-ревизионную комиссию. По решению республиканского комитета в период между съездами созывались партийные конференции. Республиканский комитет, собиравшийся на пленумы не реже одного раза в четыре месяца, из своего состава формировал бюро и секретариат.
Нижестоящие парторганизации строились с учётом административно-территориального деления Республики Татарстан. Высшим органом районной/городской парторганизации, объединявшей первичные организации, являлась конференция, собиравшаяся не реже одного раза в год. Для организации текущей работы избирался районный/городской комитет.